# Операция «Дуб»
Операция «Дуб» (нем. Unternehmen Eiche) — кодовое наименование операции по освобождению свергнутого итальянского диктатора Бенито Муссолини, проведённая 12 сентября 1943 года батальоном парашютистов с участием Отто Скорцени в Гран Сассо д’Италиа в Абруццо.

## Предыстория

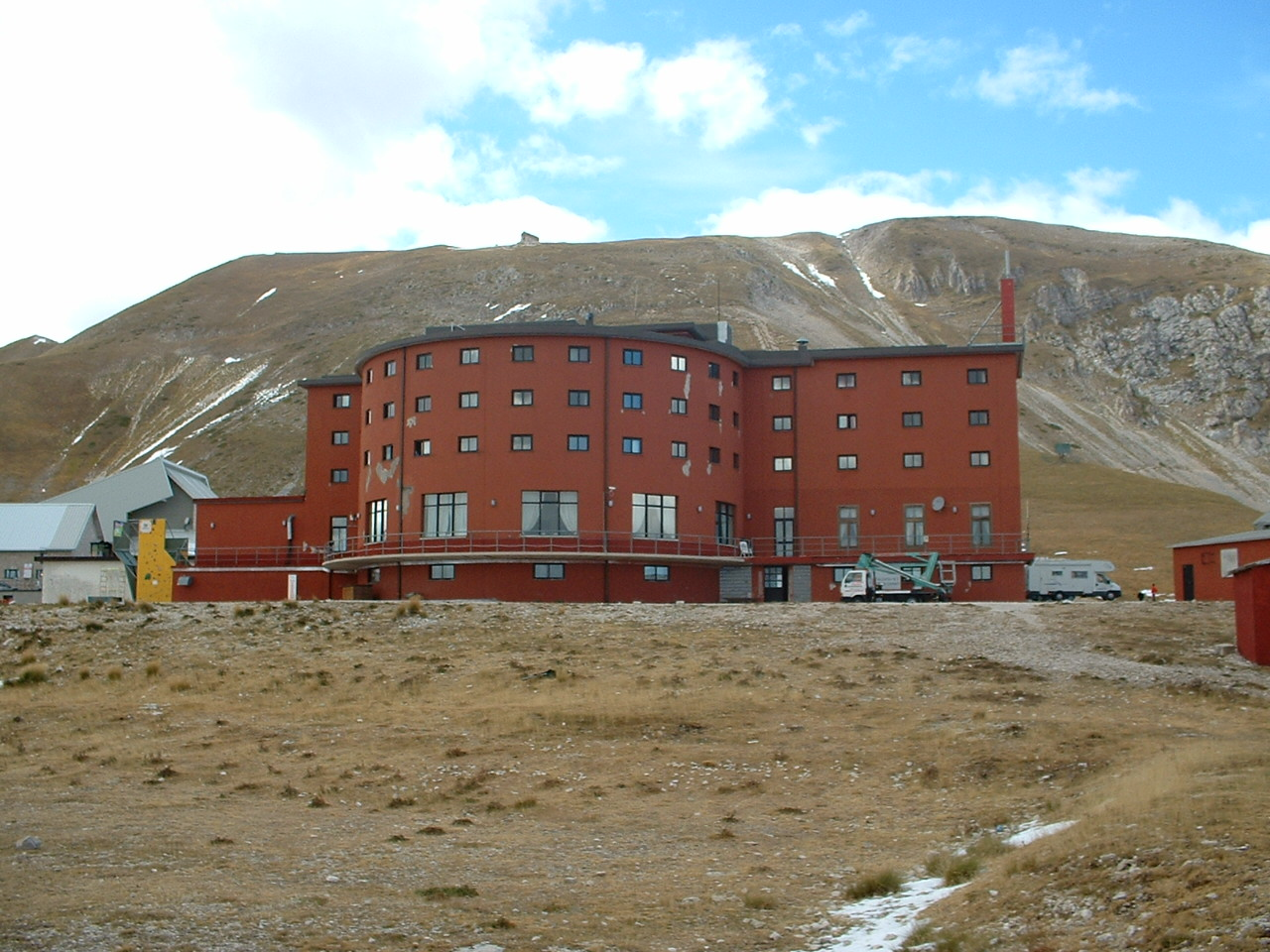
Гостиница Кампо Императоре

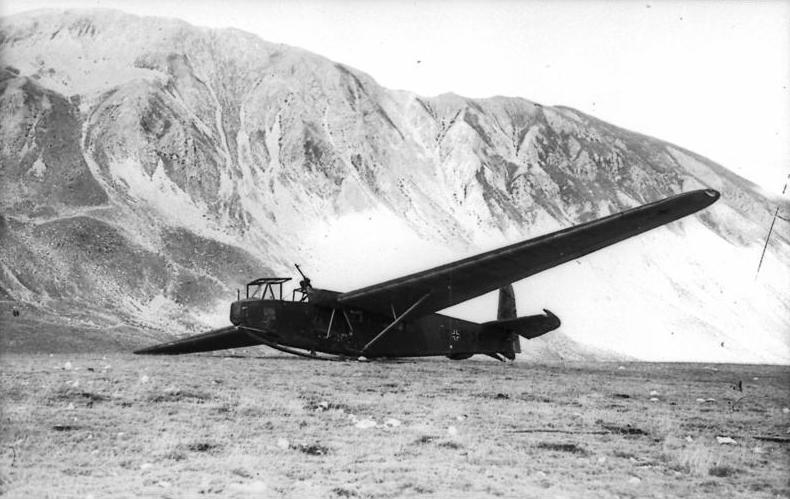
Один из немецких планёров DFS 230

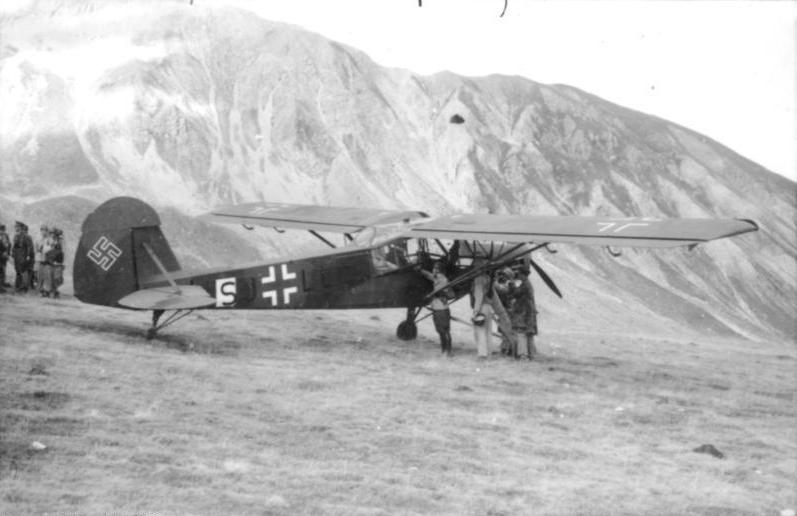
Физелер Fi 156, на котором вылетели Скорцени и Муссолини

Положение Италии как участника Второй мировой войны на стороне сил «Оси» к весне 1943 года стало катастрофическим. После полного разгрома итальянских войск под Сталинградом и в Северной Африке, а также первых бомбардировок Рима, Милана, Турина и других крупных городов англо-американской авиацией в первой половине 1943 года военные и аристократические круги Италии начали тайно прощупывать почву возможности сепаратных переговоров с США и Великобританией, чтобы вывести Италию из войны практически на любых условиях. Однако для этого заговорщикам необходимо было полностью взять власть в свои руки в стране, низложив правящую Национальную фашистскую партию во главе с дуче Муссолини. Положение осложнялось ещё и тем, что на территории Италии начиная с 1941 года дислоцировалась группа немецких войск под командованием Кессельринга.
После высадки войск союзников в Италии 24 июля 1943 года созванный Большой фашистский совет объявил Муссолини виновным во всех ошибках в ходе Второй мировой войны, а на следующий день по личному приказу короля Виктора Эммануила III при участии маршала Бадольо, графа Гранди и генерала Амброзио Муссолини был арестован сразу после аудиенции у короля. Гитлер узнал о событиях в Риме в ночь на 26 июля и приказал организовать миссию по поиску и освобождению с требованием, чтобы Муссолини был невредим при любых обстоятельствах. Вместе с генерал-лейтенантом Куртом Штудентом и его войсками Скорцени, как командир частей особого назначения СС по проведению диверсионных и разведывательных операций в тылу врага, под видом офицера Люфтваффе прибыл в Италию 30 июля и начал тайно искать по всей Италии Муссолини, который многократно перевозился своими охранниками в разные места. Вначале его содержали в казармах римских карабинеров, затем перевезли на остров Понца, затем на Ла Маддалену на Сардинии и в Ла Специю.
После почти полутора месяцев поиска немцам через свою итальянскую агентуру удалось установить, что бывшего диктатора держат под охраной карабинеров в высокогорной гостинице Кампо Императоре в труднодоступной горной цепи Гран Сассо. Однако добраться туда можно было только с помощью канатно-подвесной дороги, которая тщательно охранялась; кроме того, и саму гостиницу охраняло 100—200 вооружённых карабинеров. Скорцени и его команде пришлось выбрать прибытие в Кампо Императоре только по воздуху с помощью авиации и планёров, но посадку обычных самолётов не позволял ландшафт. В состав группы захвата планировалось 16 подчинённых Скорцени, ещё 90 человек предоставил генерал Штудент. Вместе с немцами должен был лететь итальянский генерал Солети для отдачи приказа сложить оружие карабинерам, охранявшим Муссолини. Ещё один батальон немцев должен был захватить станцию канатного подъёмника.

## Ход операции
12 сентября 1943 года операция «Дуб» началась. В 14 часов, после высадки штабной роты, 2-й роты и части 1-й роты Учебного батальона парашютистов (нем. Kompanie des Fallschirmjäger-Lehr-Bataillons) под командой майора Харальда Морса, которому генерал Штудент поручил проведение операции, была захвачена станция ведущей к отелю канатной дороги вблизи местечка Ассержи (итал. Assergi). Непосредственно перед этим данными подразделениями были перерезаны все телефонные линии, ведущие к станции. Охрана оказала минимальное сопротивление (двое убитых с итальянской стороны).
Одновременно в 14:05 на склоне горы приземлились десять тяжёлых планёров DFS 230 с 72 десантниками 1-й роты Учебного батальона парашютистов под командой обер-лейтенанта Георга Фрайхерра фон Берлепша, а также маленькой командой эсэсовцев со Скорцени, шестнадцатью другими эсэсовцами и итальянским генералом Фернандо Солети. Все эти силы штурмовали отель. Генерал Солети должен был запретить охранникам Муссолини стрелять, однако последние сдались без сопротивления. Один из планёров при посадке потерпел крушение, при этом находившиеся на борту получили тяжёлые ранения.
В 14:45 командующий операцией майор Харальд Морс прибыл в отель по канатной дороге, вслед за чем невредимый дуче должен был улететь на одном из физелеров Fi 156. Успех операции оказался под угрозой, когда Скорцени настоял на том, что полетит на том же самолёте — в горах и при имевшихся взлётных условиях двухместный физелер оказался перегружен, когда в него сели три человека. С определёнными трудностями капитан Герлах, личный пилот генерала Штудента, сумел доставить обоих пассажиров на расположенный в 30 км южнее Рима аэродром Пратика ди Маре, где они приземлились в 15:38. Оттуда Муссолини немедленно вылетел на немецком Heinkel He 111 в Вену, где он переночевал и на следующий день был доставлен в Мюнхен. 14 сентября в 14:30 он встретился с Гитлером в штаб-квартире фюрера в Растенбурге.
В ходе операции у Муссолини были изъяты и переписаны дневниковые записи, которые он вёл во время своего заключения на островах Понца и Ла-Маддалена. Записи были возвращены ему только после просьбы в Гарньяно. Эти записи получили впоследствии название «Понтийские и сардинские мысли»; они в основном отражали подавленное настроение Муссолини и в остальном оказались несущественными для немцев.
Оставшиеся у отеля десантники под командованием Морса подожгли оборудование и планёры, затем, ближе к вечеру, начали переброску в долину по канатной дороге и разбили лагерь недалеко от базовой станции канатной дороги. Утром 13 сентября Морс привёл моторизованную колонну обратно во Фраскати без каких-либо действий со стороны итальянцев.

## Последствия
Чтобы не потерять важные в военном смысле индустриальные районы северной Италии, Гитлер использовал освобождённого Муссолини в качестве главы образованной 23 сентября 1943 года марионеточной Итальянской социальной республики. Скорцени был повышен в звании до штурмбаннфюрера СС и награждён Рыцарским крестом Железного креста.
После войны Морс поступил во вновь основанный бундесвер, где дослужился до звания полковника при Главной штаб-квартире союзных вооружённых сил в Европе.